# كايلي هاراياما
كايلي هاراياما (باليابانية: 原山 海里) (مواليد 1 نوفمبر 1997) هو لاعب كرة قدم ياباني.

## وصلات خارجية
- كايلي هاراياما على موقع رابطة كرة القدم اليابانية للمحترفين (اليابانية)
- كايلي هاراياما على موقع Soccerway.com (الإنجليزية)